# Another One Bites the Dust
Singles de Queen
Play the Game
(1980) Need Your Loving Tonight
(1980)
Pistes de The Game
Dragon Attack
(2) Need Your Loving Tonight
(4)
Another One Bites the Dust est une chanson du groupe de rock britannique Queen, sortie en single en 1980. Elle est extraite de leur 8e album studio, The Game, sorti la même année.
Ce morceau a été composé par le bassiste du groupe, John Deacon, dont le style est immédiatement reconnaissable. Contrairement aux précédentes chansons du groupe, ce morceau ne bénéficie d'aucun solo de guitare et sonne plus funk. Ce virage s'accentue avec l'album suivant, Hot Space (1982). Cela n'a pas empêché cette chanson d'obtenir un énorme succès mondial, notamment aux États-Unis, et de devenir le single le plus vendu de Queen avec plus de 7 millions de copies écoulées.

## Autour de la chanson
La ligne de basse a été inspirée à John Deacon par celle jouée par Bernard Edwards dans la chanson Good Times de Chic,.
Lors des sessions d'enregistrements, produites par Reinhold Mack dans les fameux Musicland Studios de Munich, John Deacon joue pratiquement de tous les instruments : guitare basse, piano, guitare électrique et guitare rythmique. Roger Taylor a ensuite ajouté la batterie alors que Brian May a contribué à la chanson avec quelques accords à la guitare, sa célèbre Red Special. Aucun synthétiseur n'est utilisé, tous les effets ayant été créés avec les instruments. C'est pendant le mixage de la chanson que le personnel lors d'une tournée a suggéré à Queen de la sortir en single. Le groupe n'était pas vraiment convaincu de son potentiel avant que Michael Jackson ne l'entende et ne leur dise le contraire après un concert (anecdote racontée par May et Taylor durant une émission de radio aux États-Unis durant laquelle ils faisaient la promotion de The Game).
La chanson a valu au groupe Queen sa seule nomination aux Grammy Awards.

## Clip
Le clip, réalisé par Daniella Green, montre une interprétation du titre en concert, et aurait apparemment été tourné à Dallas (Texas, États-Unis) le 9 août 1980 lors du Game Tour. Roger Taylor pense quant à lui que le clip aurait plutôt été filmé durant les tests son du concert de Détroit, ce qui semble peu probable étant donné qu'il a eu lieu le 20 septembre 1980 soit un mois après la sortie du single.
La qualité de la vidéo, assez médiocre, montre que le clip a été tourné avec un faible budget, et contraste étonnamment avec l'ampleur du succès du single.

## Message inversé
Pour certains auditeurs, la chanson contiendrait un message à l'envers qui serait « It's fun to smoke marijuana ». Ce sont des rumeurs qui ne sont pas confirmées par le groupe.

## Classements et certifications

### Classements hebdomadaires
| Classement (1980-1981)                 | Meilleure place |
| -------------------------------------- | --------------- |
| Afrique du Sud (Springbok Radio)       | 3               |
| Australie (Kent Music Report)          | 5               |
| Allemagne (GfK Entertainment)          | 6               |
| Autriche (Ö3 Austria Top 40)           | 6               |
| Belgique (Flandre Ultratop 50 Singles) | 9               |
| Canada (Top Singles)                   | 1               |
| Canada (CHUM (en))                     | 1               |
| Espagne (AFYVE)                        | 1               |
| États-Unis (Hot 100)                   | 1               |
| États-Unis (R&B/Hip-Hop Songs)         | 2               |
| États-Unis (Hot Disco Singles)         | 2               |
| États-Unis (Cash Box)                  | 1               |
| France (IFOP)                          | 22              |
| Irlande (IRMA)                         | 4               |
| Israël (IBA)                           | 1               |
| Italie (Musica e Dischi)               | 10              |
| Nouvelle-Zélande (RMNZ)                | 2               |
| Pays-Bas (Single Top 100)              | 11              |
| Pays-Bas (Nederlandse Top 40)          | 14              |
| Royaume-Uni (UK Singles Chart)         | 7               |
| Suède (Sverigetopplistan)              | 12              |
| Suisse (Schweizer Hitparade)           | 8               |

| Classement (2004) | Meilleure place |
| ----------------- | --------------- |
| France (SNEP)     | 48              |

| Classement (2011)                         | Meilleure place |
| ----------------------------------------- | --------------- |
| Belgique (Flandre Back Catalogue Singles) | 13              |

| Classement (2018)                   | Meilleure place |
| ----------------------------------- | --------------- |
| France (SNEP Megafusion)            | 90              |
| Australie (ARIA)                    | 37              |
| Canada (Hot Canadian Digital Songs) | 19              |
| États-Unis (Hot Rock Songs)         | 4               |

### Classements annuels
| Classement (1980)                    | Meilleure place |
| ------------------------------------ | --------------- |
| Australie (Kent Music Report)        | 72              |
| Belgique (Flandre Ultratop 50)       | 69              |
| Canada (RPM Top 100 Singles)         | 33              |
| Italie (FIMI)                        | 60              |
| Pays-Bas (Dutch Top 40)              | 92              |
| Pays-Bas (Single Top 100)            | 68              |
| Nouvelle-Zélande (Recorded Music NZ) | 38              |
| Royaume-Uni (Gallup)                 | 97              |
| États-Unis (Cash Box)                | 1               |

| Classement (1981)                  | Meilleure place |
| ---------------------------------- | --------------- |
| Australie (Kent Music Report)      | 65              |
| Allemagne (Official German Charts) | 71              |
| États-Unis (Billboard Hot 100)     | 65              |

### Certifications
En 2021, quatre chansons de Queen dépassant chacune le milliard d'écoutes cumulées — du site de streaming musical Spotify : Another One Bites the Dust , Bohemian Rhapsody , Don't Stop Me Now (no 7) et Under Pressure.
| Pays                    | Ventes                | Certifications |
| ----------------------- | --------------------- | -------------- |
| Allemagne (BVMI)        | 600 000 +             | Platine        |
| Australie (ARIA)        | 280 000 +             | 4 × Platine    |
| Danemark (IFPI Danmark) | 90 000 +              | Platine        |
| États-Unis (RIAA)       | 5 000 000 +           | 5 × Platine    |
| Grèce (IFPI Greece)     | 1 000 000 (streaming) | Or             |
| Royaume-Uni (BPI)       | 1 800 000 +           | 3 × Platine    |

Remix Queen vs Miami Project (2006)
| Pays          | Ventes    | Certifications |
| ------------- | --------- | -------------- |
| Italie (FIMI) | 210 000 + | 3 × Platine    |

## Crédits
- Freddie Mercury : chant principal
- Brian May : effets de guitare
- Roger Taylor : batterie
- John Deacon : guitare basse, guitare électrique, piano et handclaps

## Dans la culture populaire
- 1992 : dans la quatrième partie du manga JoJo's Bizarre Adventure, Diamond is Unbreakable, la troisième bombe de Killer Queen, Stand du principal antagoniste, Yoshikage Kira, est nommée « Bites the Dust » en référence à cette chanson. La série est connue d'ailleurs pour ses multiples références musicales dans le nom des personnages, des Stands mais aussi des apparences des personnages (Kira ressemblant d'ailleurs à David Bowie, son Stand nommé en référence à une autre chanson de Queen (Killer Queen) tout comme sa deuxième bombe, Sheer Heart Attack).
- 2002 : la chanson est utilisée dans une publicité française pour SFR avec l'actrice Milla Jovovich.
- 2004 : la chanson est une des musiques entendues dans le film Les Sœurs fâchées, durant la scène de la discothèque (source : générique).
- 2005 : la chanson est entendue dans le film Romanzo Criminale[56]. Il figure également sur la bande originale[57].
- Another One Bites the Dust est reprise dans la série télévisée Glee, au début de l'épisode 21 intitulé Funk, interprétée par Jesse St. James (joué par Jonathan Groff) et le groupe Vocal Adrenaline.
- 2010 : Another One Bites the Dust est reprise dans le film Iron Man 2, lorsque Tony Stark se bat contre le Colonel Rhodes.
- Fin 2015, une publicité internationale pour la Dacia Duster utilise la chanson et paraphrase ses paroles en Another One Drives a Duster (...) Hey, why don't we get one too? (« Encore un qui conduit une Duster » (...) « Hey, pourquoi n'en prenons nous pas une aussi ? »)[58].

## Reprises et remixes

### Wyclef Jean Remix
Singles de Queen
No-One but You (Only the Good Die Young)
(1998) Under Pressure (Rah Mix)
(1999)
Another One Bites the Dust est remixée par Wyclef Jean featuring Pras et Free. Cette version rap sort en single en 1998, elle est ensuite présente en titre bonus sur l'album Ghetto Supastar (1998) de Pras, sur la bande originale du film Small Soldiers (1998) et enfin sur la compilation de Queen Greatest Hits III (1999). Le clip de cette version, réalisé par Michel Gondry, présente Wyclef Jean en gardien d'un musée de cire qui doit retrouver la statue de Freddie Mercury, qui a été dérobée.
Cette version connait un bon succès au Royaume-Uni où elle se classe no 5.

#### Liste des titres
CD single -  États-Unis
1. Another One Bites the Dust (Radio Edit) – 4:00
2. Another One Bites the Dust (LP Version) – 4:20
3. Another One Bites the Dust (instrumentale) – 4:17
4. Another One Bites the Dust (a cappella) – 4:45

CD single -  Royaume-Uni
1. Another One Bites the Dust (New LP Version) – 4:20
2. Another One Bites the Dust (Team 1 Black Rock Star Main Pass Mix) – 4:46
3. Another One Bites the Dust (Team 1 Black Rock Star Radio Edit) – 4:17

CD single -  Allemagne
1. Another One Bites the Dust (Small Soldiers Remix) – 4:20
2. Rock and Roll (Part 2) (Dutch Remix) (instrumentale, interprété par Gary Glitter) – 3:51
3. Another One Bites the Dust (instrumentale) – 4:17

CD single -  Allemagne
1. Another One Bites the Dust (Radio Edit) – 4:00
2. Another One Bites the Dust (instrumentale) – 4:17

#### Classements
En 2021, trois chansons de Queen sont classées dans les titres les plus écoutés — et dépassant chacune le milliard d'écoutes cumulées — du site de streaming musical Spotify : Another One Bites the Dust (no 5), Bohemian Rhapsody (no 6) et Don't Stop Me Now (no 7).
| Classements (1998–99)                   | Meilleure position |
| --------------------------------------- | ------------------ |
| Autriche (Ö3 Austria Top 40)            | 23                 |
| Belgique (Flandre Ultratop 50 Singles)  | 13                 |
| Belgique (Wallonie Ultratop 50 Singles) | 29                 |
| Canada (Dance/Urban)                    | 22                 |
| Finlande (Suomen virallinen lista)      | 7                  |
| France (SNEP)                           | 62                 |
| Allemagne (Media Control AG)            | 46                 |
| Irlande (IRMA)                          | 11                 |
| Italie (FIMI)                           | 20                 |
| Pays-Bas (Nederlandse Top 40)           | 21                 |
| Pays-Bas (Single Top 100)               | 21                 |
| Nouvelle-Zélande (RMNZ)                 | 9                  |
| Norvège (VG-lista)                      | 20                 |
| Suède (Sverigetopplistan)               | 50                 |
| Suisse (Schweizer Hitparade)            | 35                 |
| Royaume-Uni (UK Singles Chart)          | 5                  |
| États-Unis (Billboard Hot R&B Airplay)  | 69                 |

### Autres versions
- Kalomoira en a également chanté une version sur son premier album sorti en 2004.
- Il existe une version de Queen vs The Miami Project, sortie en 2006, notamment remixée par Cedric Gervais.
- La chanson Shut Up and Let Me Go du groupe The Ting Tings (célèbre pour être utilisée dans la publicité pour l'iPod en avril 2008) ressemble particulièrement à ce morceau de Queen comme on peut le constater dans un mashup publié sur Internet[82].